# 鹿児島県道291号松元川辺線
鹿児島県道291号松元川辺線（かごしまけんどう291ごう まつもとかわなべせん）は、鹿児島県鹿児島市から南九州市に至る一般県道である。

## 概要
鹿児島市上谷口町（かつての日置郡松元町の中心部）を起点とし、途中日置市吹上町湯之浦今木場を経て南九州市川辺地域に至る一般県道である。
交通量は全線を通して少なく、一部区間では4 t以上の車両は通行が禁止されている。最狭部は道幅2.2 mとなるほか、ガードレールのない区間も存在する。その他の区間に比べ、起点付近および終点付近は交通量が多い。

### 路線データ
- 起点：鹿児島県鹿児島市上谷口町（鹿児島県道24号鹿児島東市来線交点）
- 終点：鹿児島県南九州市川辺町両添（両添上交差点、国道225号交点）
- 陸上距離：33.413 km

## 歴史
- 1958年（昭和33年）11月1日 - 日置郡上伊集院村大字上谷口字松元から川辺郡川辺町までを結ぶ区間が鹿児島県道松元川辺線として認定される[3]。
- 1972年（昭和47年）8月2日 - 路線番号決定公告により路線番号が291となる[4]。

## 路線状況
上谷口町付近の交通量は、鹿児島県道24号鹿児島東市来線と鹿児島県道35号永吉入佐鹿児島線を結んでいることもあり、始点から鹿児島市立松元中学校付近まで交通量が多いが、そこから川辺方面への交通量は極端に減り、車線数も片側0.5車線になる。周辺は農村風景で、茶畑が多い。四元町より平田町までの区間は車両制限令に基づく鹿児島県告示「自動車の交通量がきわめて少ない道路の指定」により交通量の少ない区間と指定されている。周辺は茶畑ではなく水田が広がる地帯でもある。また、自然が数多く残っている地帯でもある。
平田町より伊作峠までの区間は道幅が約3メートルと狭小で離合（車両のすれ違い）が困難であり、水気が多く見通しが悪い。その後春山町と中山町、日置市吹上町与倉の境界にある伊作峠で鹿児島県道22号谷山伊作線に接続する。
吹上町方面に県道22号を約200 m進み、再び本道の続きがある。日置市吹上町与倉より、進行方向を南に進み南さつま市金峰町大坂で鹿児島県道20号鹿児島加世田線に接続する。その後沿線に金峰ダムが見え、カーブが連続し南九州市川辺町神殿付近で鹿児島県道19号鹿児島川辺線に接続し、すぐに南薩縦貫道（県道19号）の南九州神殿ICがある。これより南に進み国道225号の両添上交差点に突き当り、同交差点が終点となる。

### 重複区間
- 鹿児島県道35号永吉入佐鹿児島線（鹿児島市上谷口町）
- 鹿児島県道22号谷山伊作線（鹿児島市中山町 - 日置市吹上町与倉）

### 交通量
| 測定場所               | 平成17年度 （2005年度） | 平成22年度 （2010年度） | 平成22年度 （2010年度） |
| 測定場所               | 平成17年度 （2005年度） | 台数                    | 混雑度                  |
| ---------------------- | ----------------------- | ----------------------- | ----------------------- |
| 鹿児島市四元町         | 643                     | 443                     | 0.06                    |
| 南さつま市・南九州市境 | 166                     | 148                     | 0.02                    |

## 地理

### 通過する自治体
- 鹿児島市
- 日置市
- 南さつま市
- 南九州市

### 交差する道路
| 交差する道路                                | 市町村名   | 交差する場所 | 交差する場所        |
| ------------------------------------------- | ---------- | ------------ | ------------------- |
| 鹿児島県道24号鹿児島東市来線                | 鹿児島市   | 上谷口町     | 起点                |
| 鹿児島県道35号永吉入佐鹿児島線 重複区間起点 | 鹿児島市   | 上谷口町     |                     |
| 鹿児島県道35号永吉入佐鹿児島線 重複区間終点 | 鹿児島市   | 上谷口町     |                     |
| 鹿児島県道296号田之頭吹上線                 | 鹿児島市   | 平田町       |                     |
| 鹿児島県道22号谷山伊作線 重複区間起点       | 鹿児島市   | 中山町       |                     |
| 鹿児島県道22号谷山伊作線 重複区間終点       | 日置市     | 吹上町与倉   |                     |
| 鹿児島県道20号鹿児島加世田線                | 南さつま市 | 金峰町大坂   |                     |
| 南薩縦貫道                                  | 南九州市   | 川辺町神殿   | 南九州神殿IC        |
| 国道225号                                   | 南九州市   | 川辺町両添   | 両添上交差点 / 終点 |

### 沿線
- JR九州鹿児島本線 薩摩松元駅
- 鹿児島市立松元中学校
- 南九州市立神殿小学校
- 清水岩屋公園
- 南九州市立清水小学校

### 峠
- 伊作峠（鹿児島市 - 日置市）

## ギャラリー

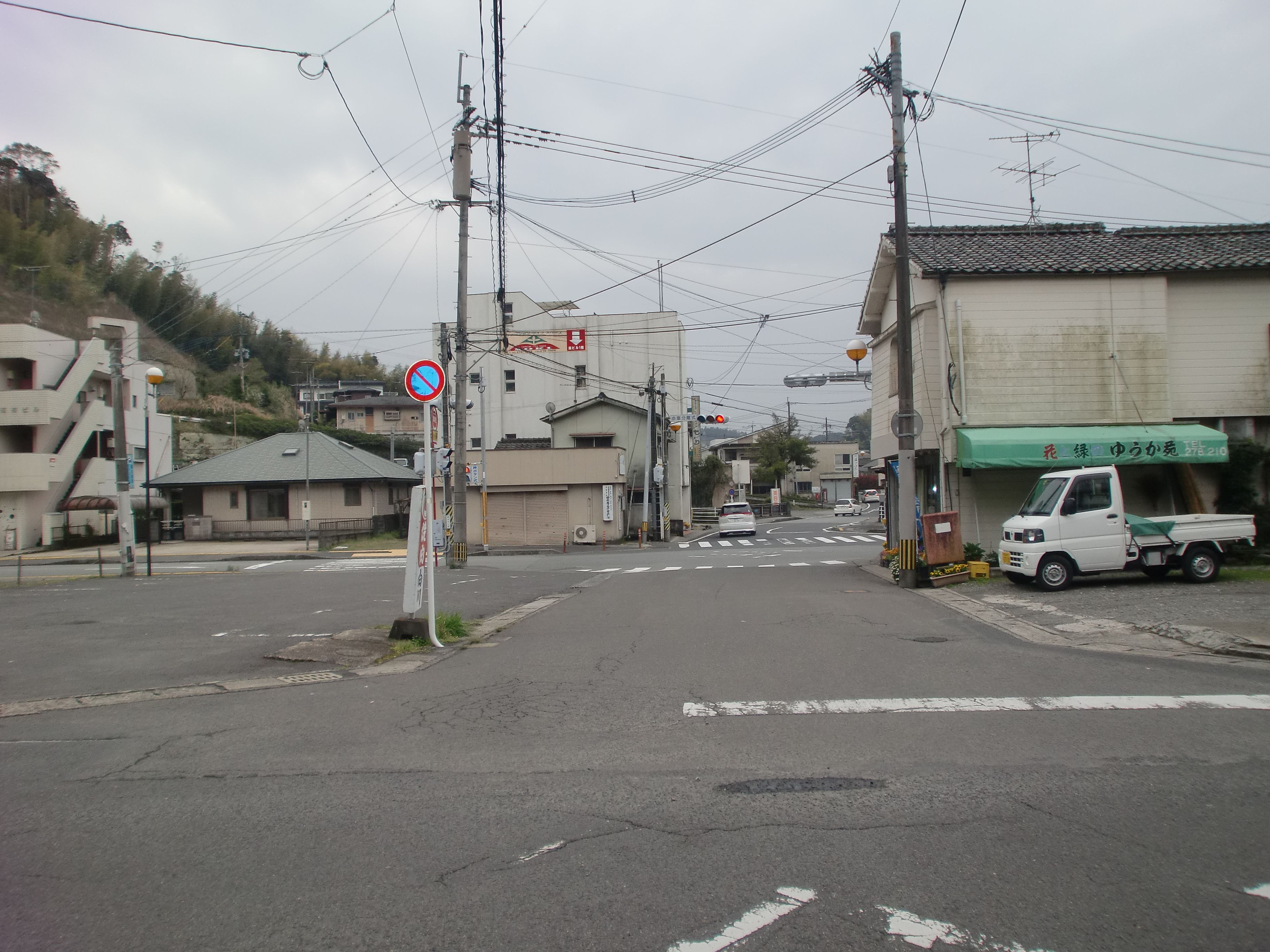
起点（鹿児島市上谷口町）
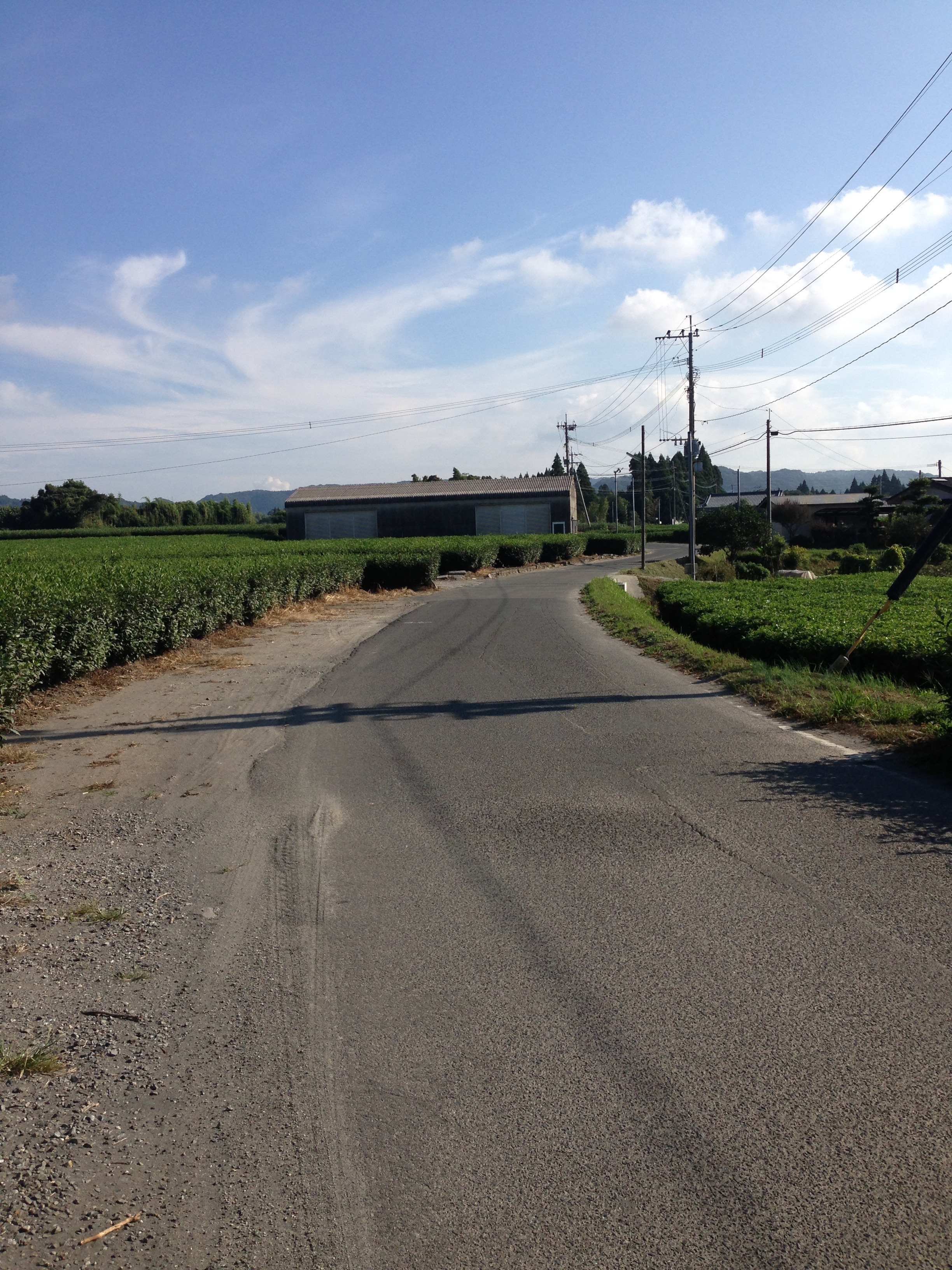
鹿児島市四元町
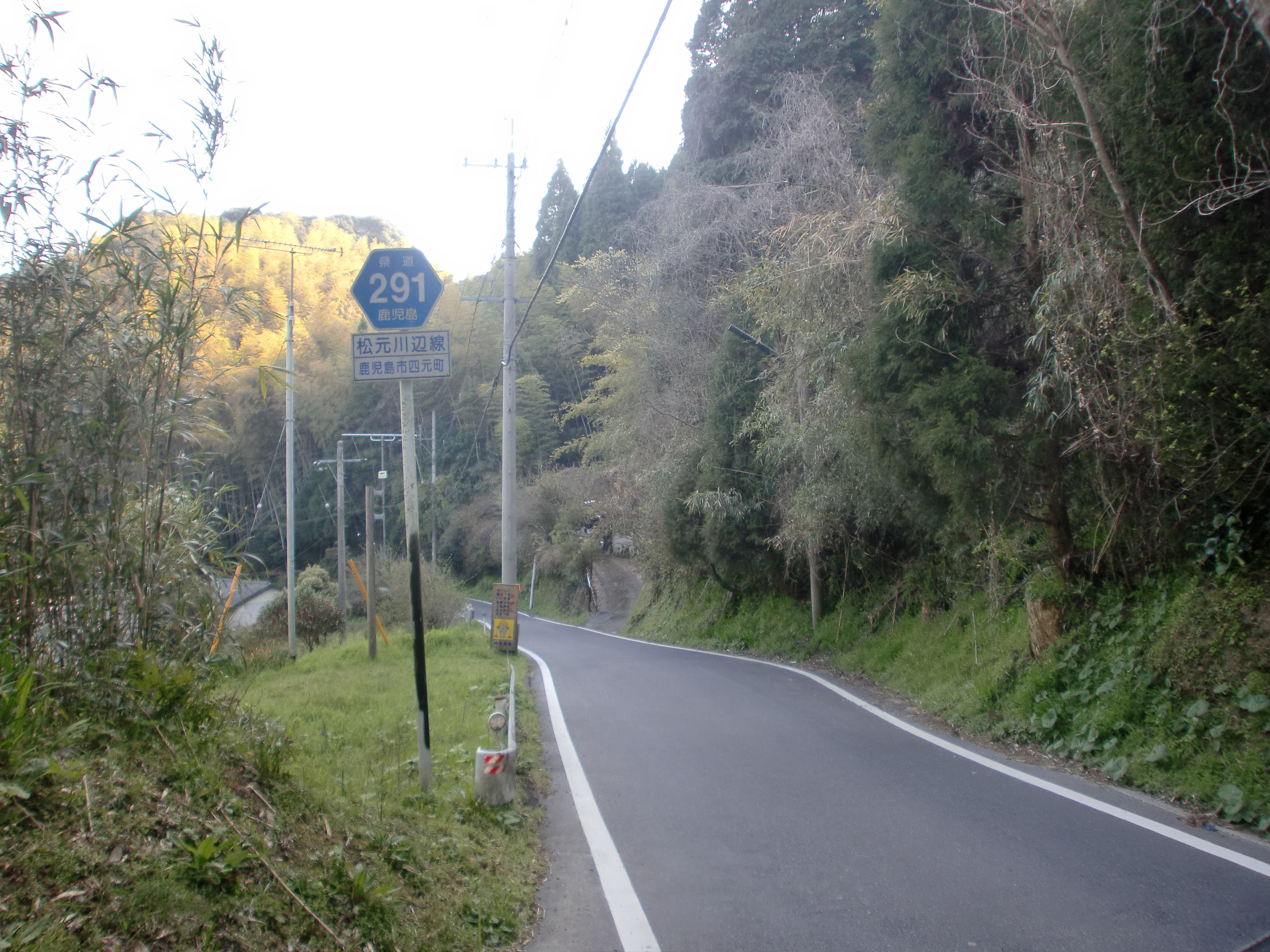
鹿児島市四元町
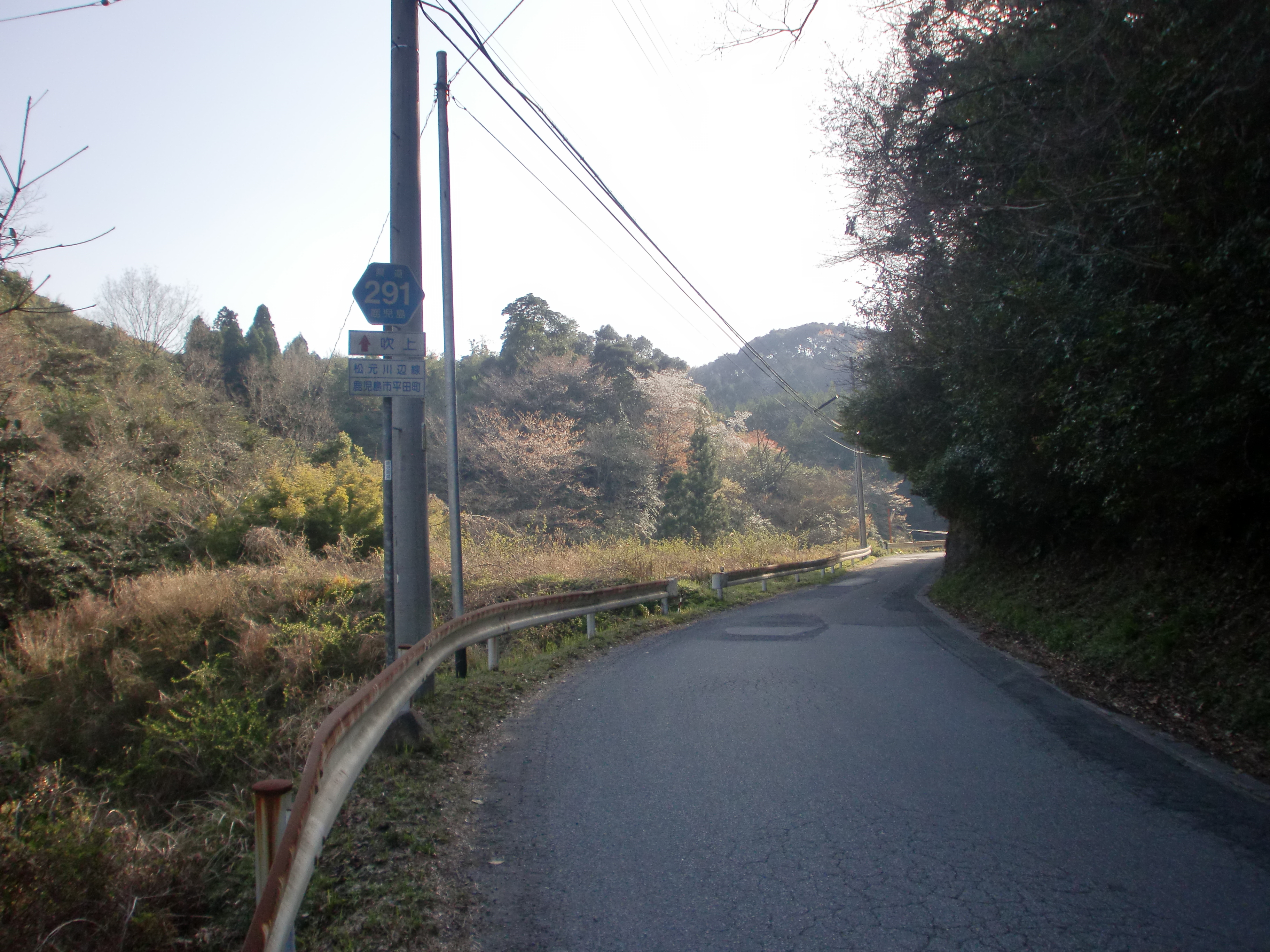
鹿児島市平田町
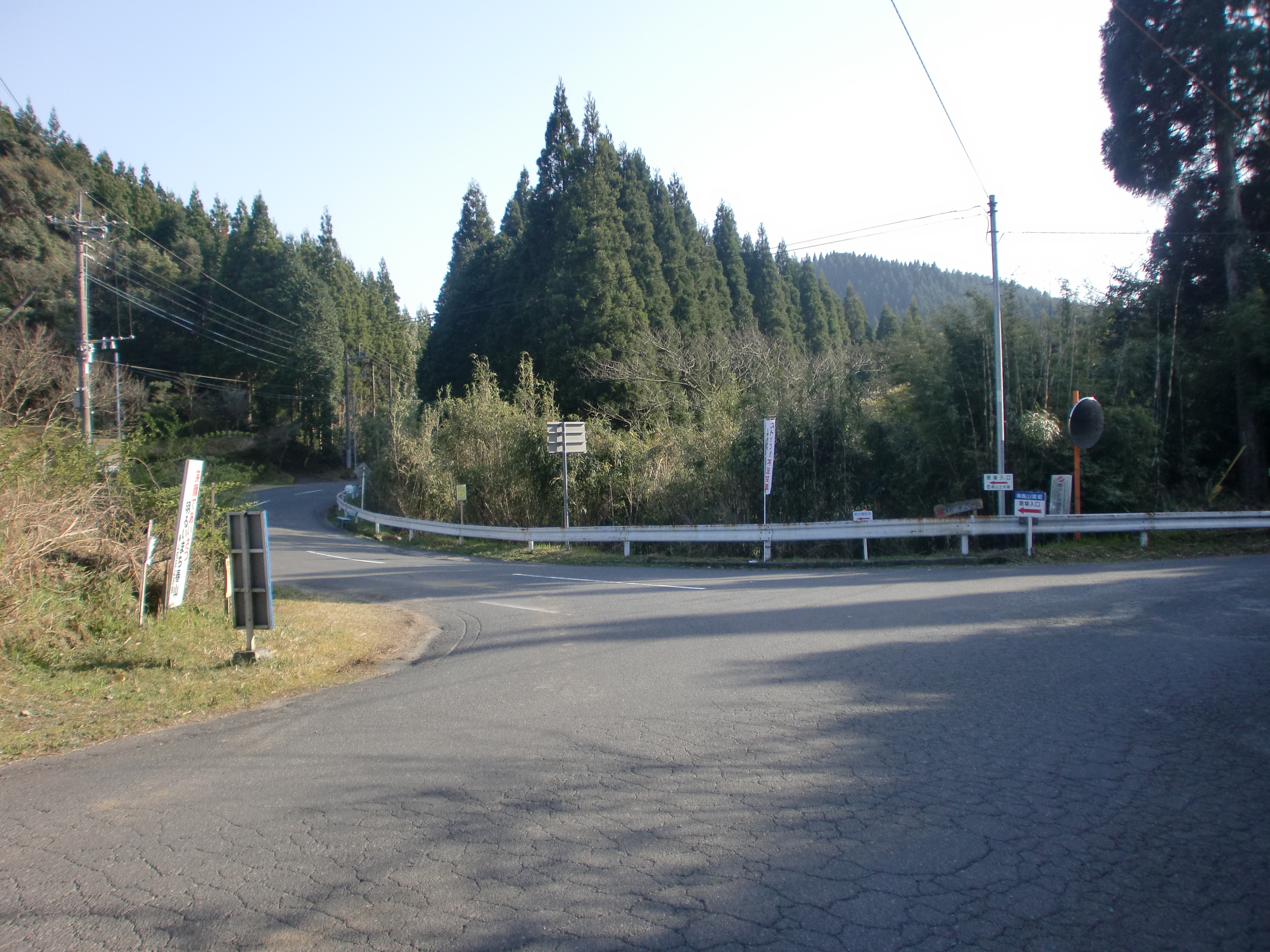
県道296号交点
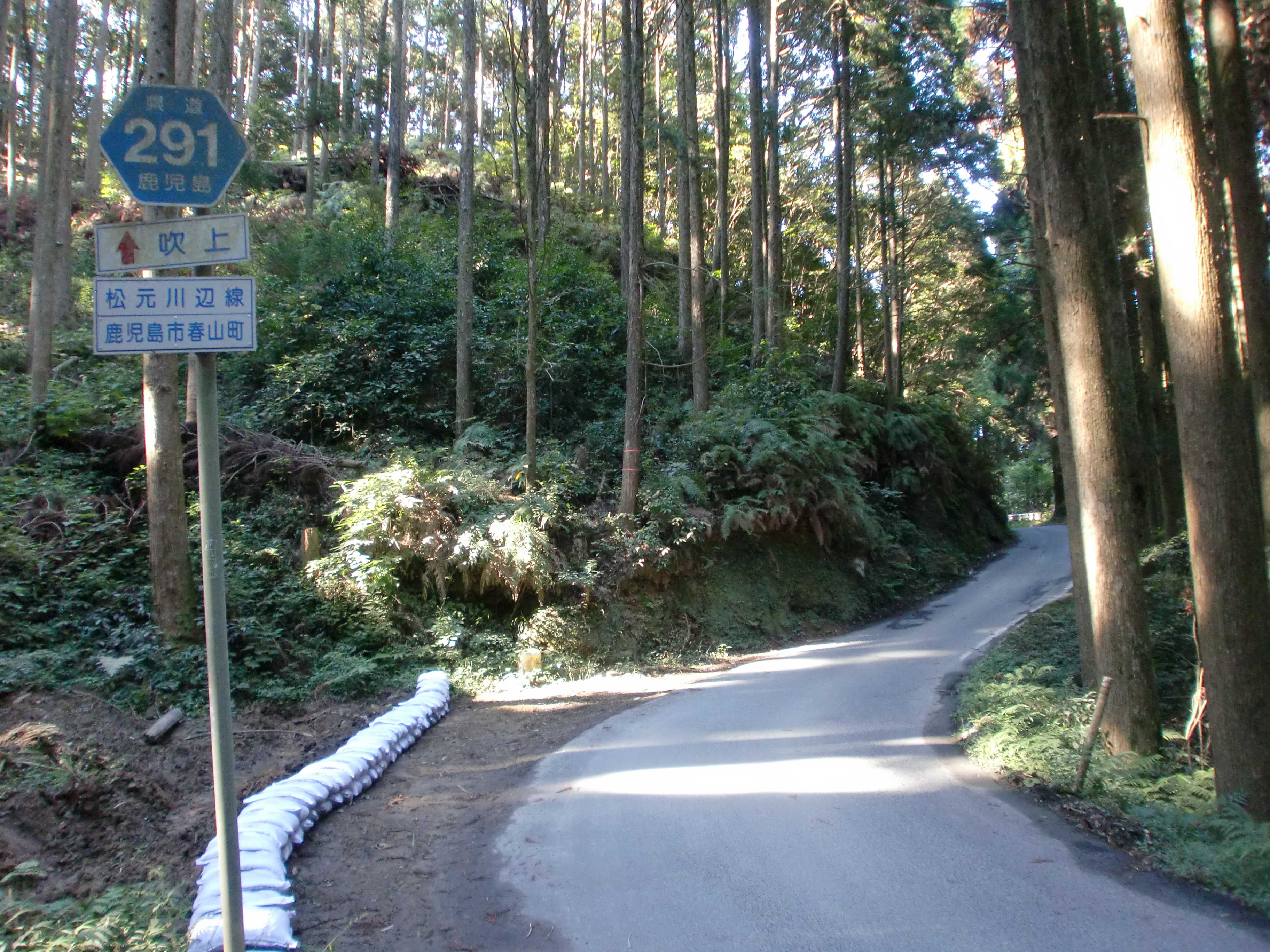
鹿児島市春山町
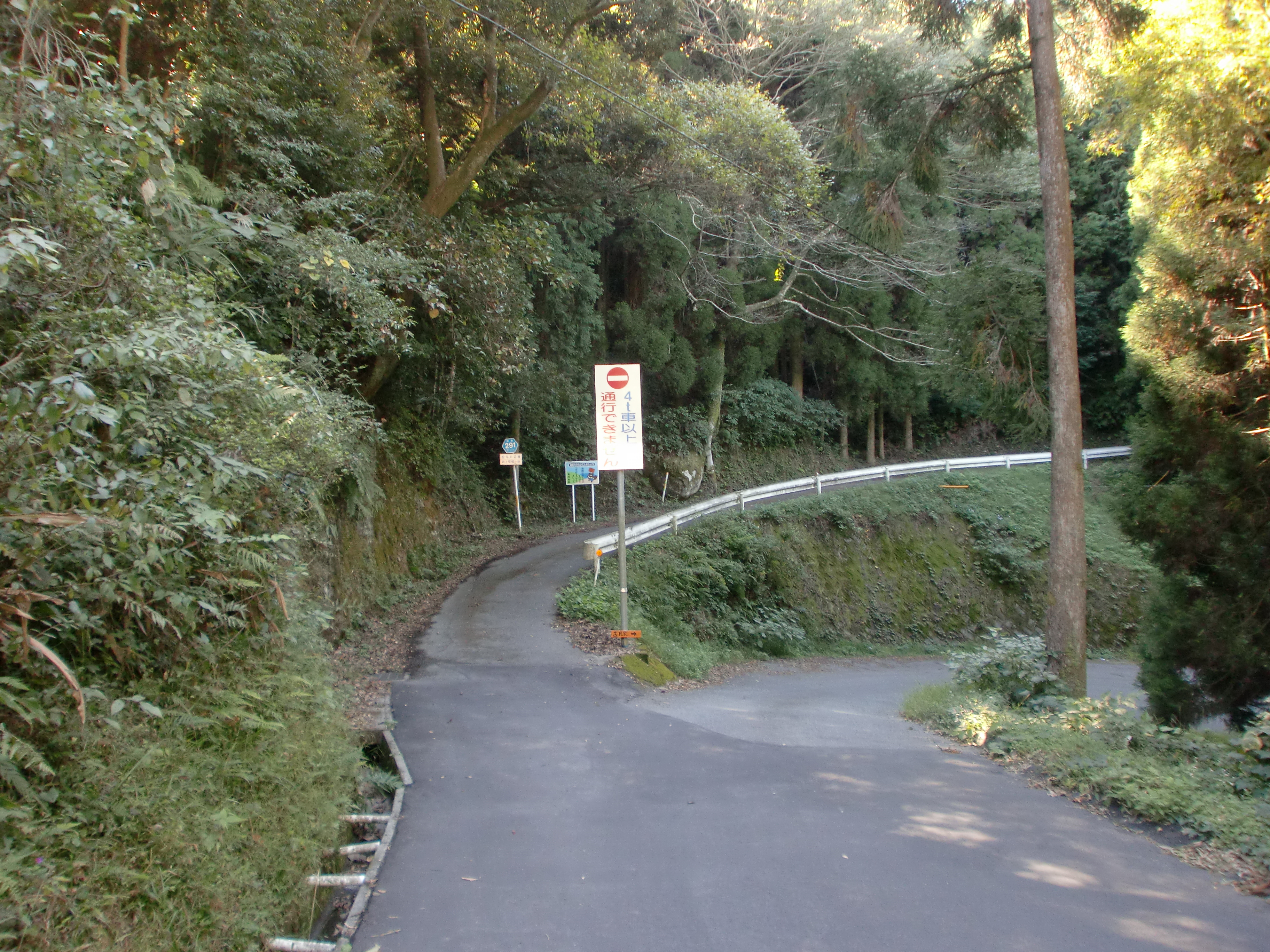
日置市吹上町与倉
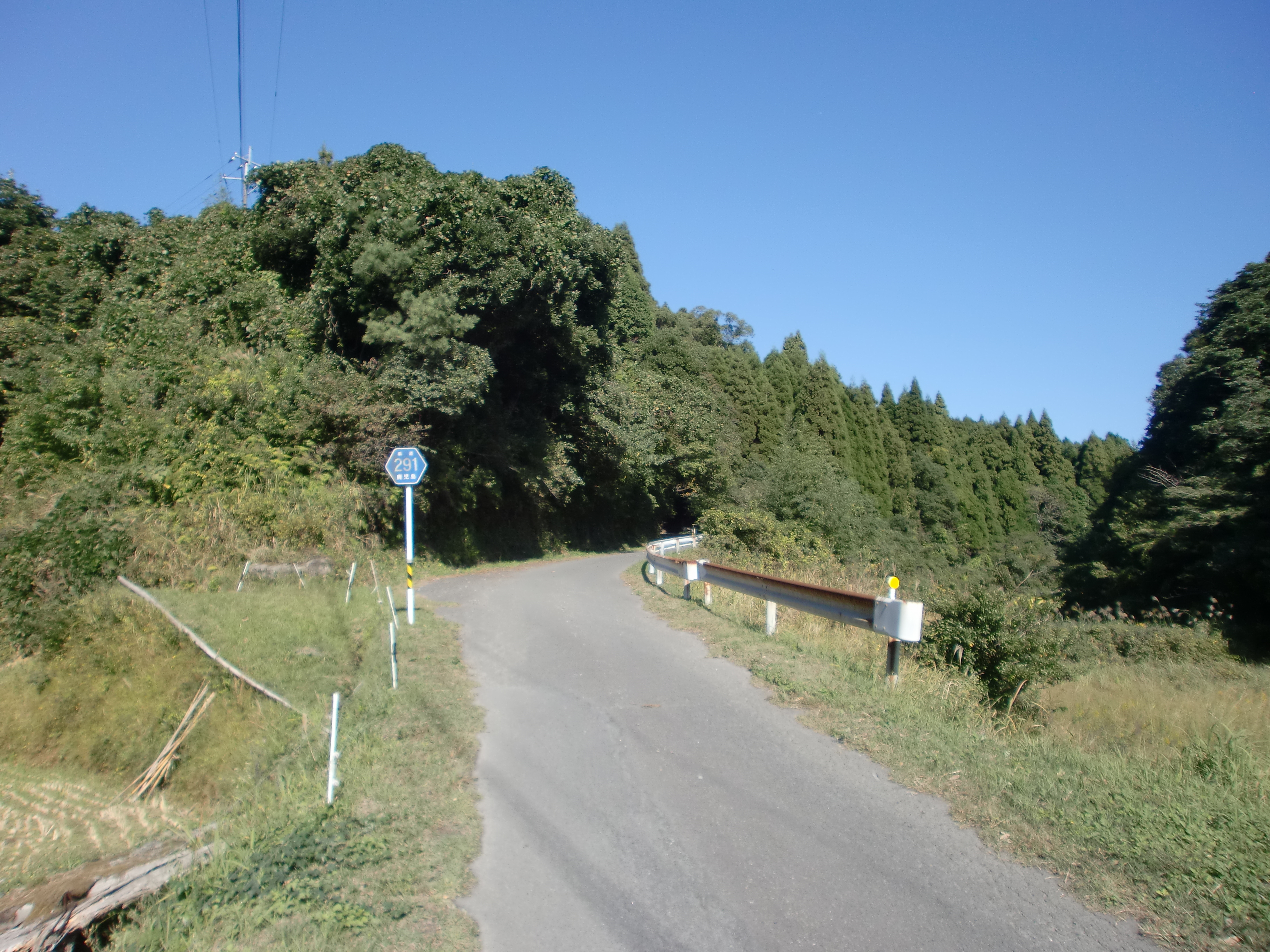
日置市吹上町湯之浦
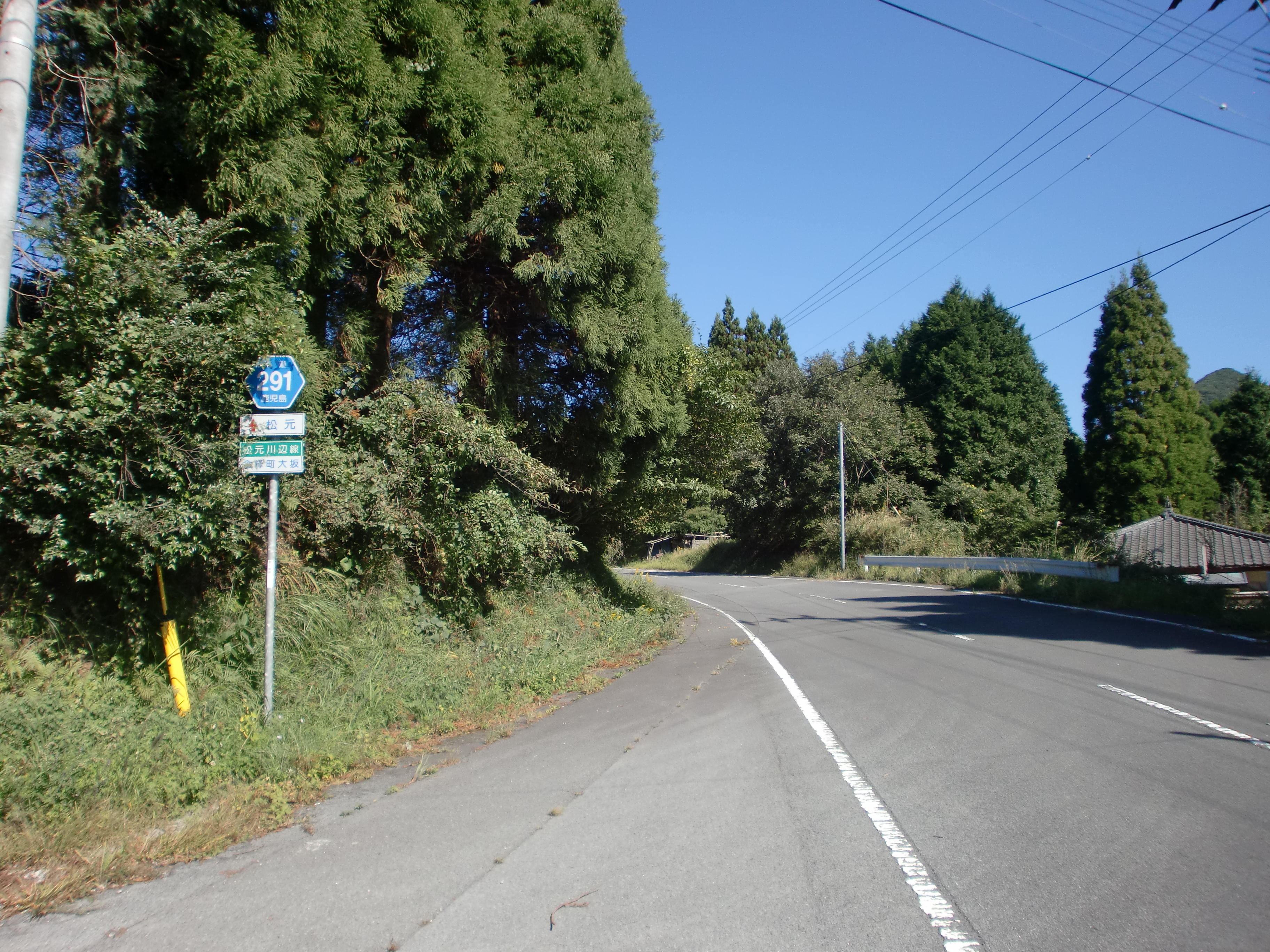
南さつま市金峰町大坂
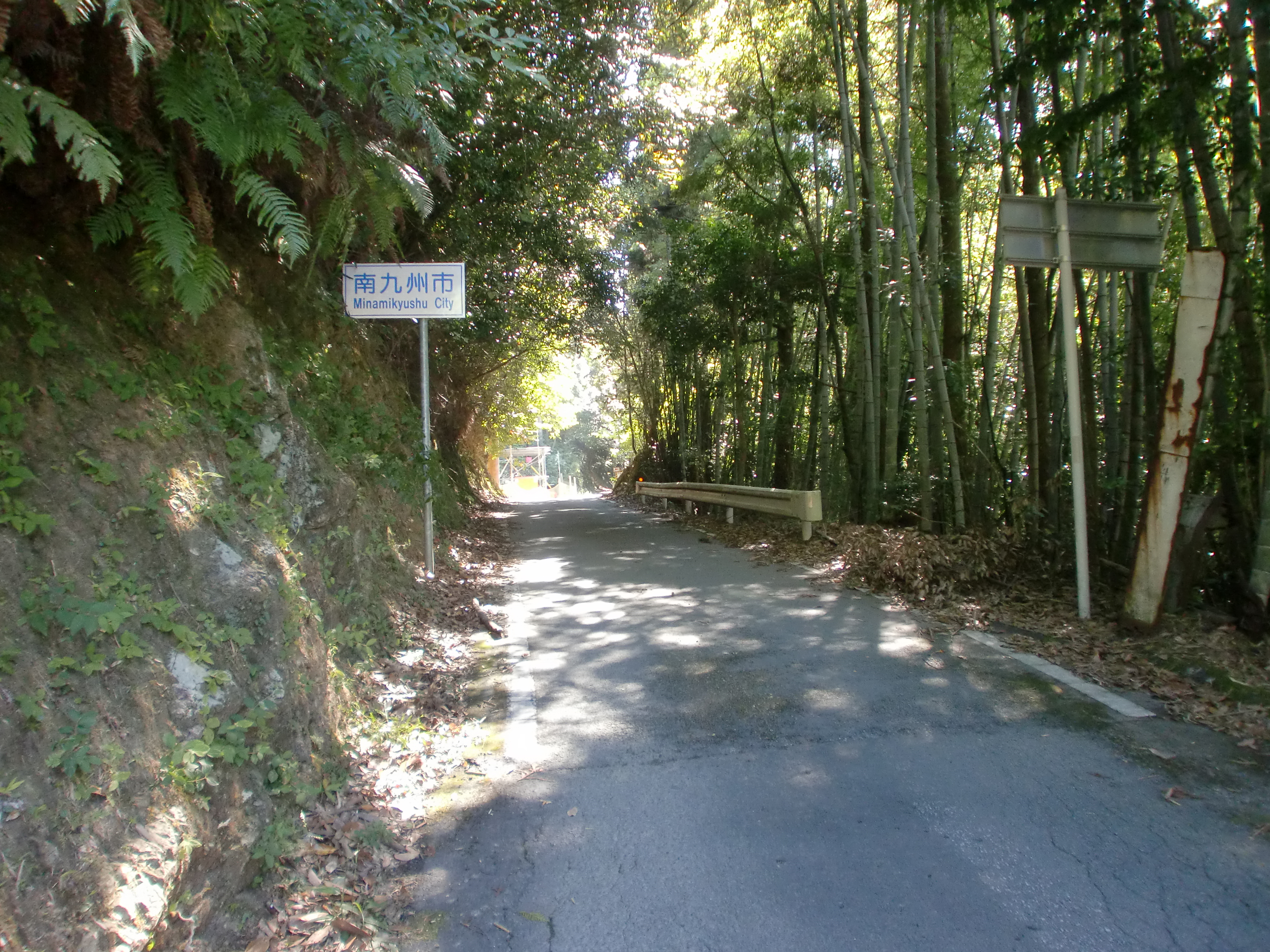
南さつま市-南九州市境
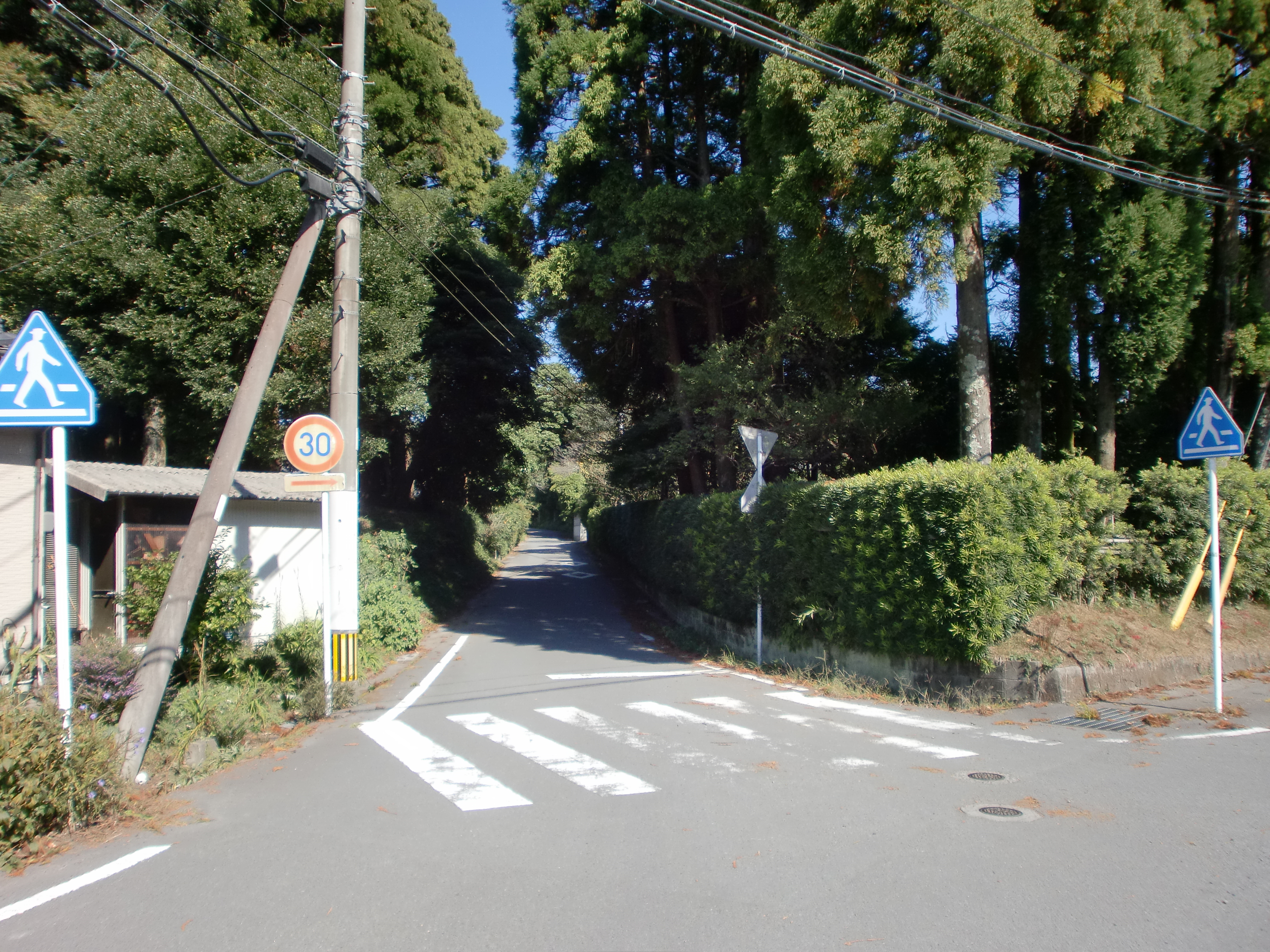
南九州市川辺町神殿